# Dore (Royaume-Uni)
Pour les articles homonymes, voir Dore.
Dore est un village dans le sud du Yorkshire. Jusqu'en 1934, Dore faisait partie du comté de Derbyshire mais est aujourd'hui un district de la ville de Sheffield. Dore est connu pour son riche passé et pour être le quartier le plus riche de la ville.
Le nom est probablement vieux-breton d'origine, comme Dover, proche des noms gaulois ou celtiques du continent, Douvres, Dore, Dora (hydronyme italien), mais on lui attribue aussi une origine saxonne, proche du door anglais.  

## Histoire

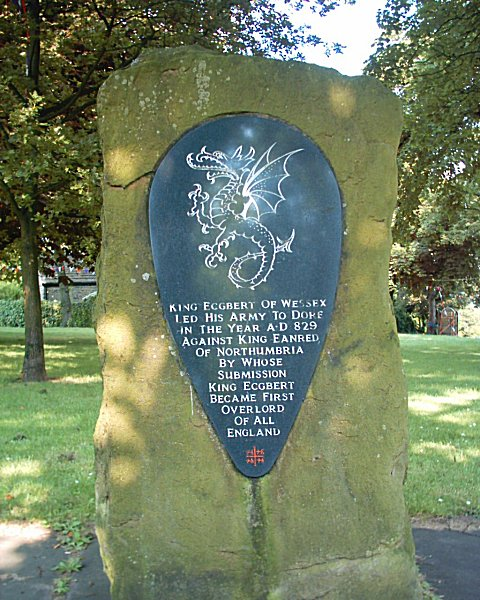
La stèle d'Egbert.

L'histoire la plus connue est sans conteste le traité de paix en 829 entre les rois Egbert de Wessex et Eanred de Northumbrie. Egbert est le premier roi de toute l'Angleterre et une stèle sur la place du village commémore cet évènement.
Le village a gardé son charme d'antan et de nombreuses boutiques y sont restées ouvertes. L'église du Christ de Dore a été construite en 1828 et Dore devint paroisse en 1884. Dore resta un petit village jusqu'à son annexion en 1934 par la ville de Sheffield.